# Clubiona cycladata
Clubiona cycladata là một loài nhện trong họ Clubionidae.
Loài này thuộc chi Clubiona. Clubiona cycladata được Eugène Simon miêu tả năm 1909.